# Cryptochironomus lindneri
Cryptochironomus lindneri är en tvåvingeart som först beskrevs av Freeman 1954.  Cryptochironomus lindneri ingår i släktet Cryptochironomus och familjen fjädermyggor. Inga underarter finns listade i Catalogue of Life.